# Maria Amélia av Brasilien
Maria Amélia av Brasilien, född 1 december 1831 i Paris, Frankrike, död 4 februari 1853 i Funchal på Madeira (Portugal), var en brasiliansk prinsessa. Hon var dotter till Peter I av Brasilien och Amalia av Leuchtenberg och halvsyster till Peter II av Brasilien och drottning Maria II av Portugal. Hon var genom sin mors syster Josefina av Leuchtenberg kusin till de blivande svenska regenterna Karl XV och Oscar II samt deras syskon prins Gustaf, prinsessan Eugenia och  prins August.
Maria Amélia föddes i Paris efter att fadern tidigare samma år hade abdikerat som kejsare av Brasilien och föräldrarna hade bosatt sig i Frankrike. Hennes far Peter stred från sin bas i där för att säkra tronen i Portugal för sin dotter, hennes halvsyster Maria II, något han också lyckades med år 1833. Samma år följde Maria Amélia och hennes mor fadern och hennes halvsyster Maria II till Portugal, där de bosatte sig. Fadern avled strax därefter.
Maria Amélia och hennes mor levde i Portugal trots att de formellt inte var medlemmar av det portugisiska kungahuset. Maria Amélia erkändes heller inte som medlem av det brasilianska kejsarhuset, eftersom hon inte hade fötts i Brasilien. Först 1840 fick hon status som medlem av Brasiliens kejsarhus och en följande inkomst. Maria Amélia beskrivs som intelligent, religiös, välmenande och välutbildad. 
År 1852 mötte hon ärkehertig Maximilian av Österrike och paret blev förälskade och trolovade sig. Förlovningen blev dock aldrig offentliggjord. Maria Amélia avled i scharlakansfeber efter att länge varit försvagad av lungtuberkulos.